# Álvaro López-García
| Odkryte planetoidy: 12 | Odkryte planetoidy: 12 |
| ---------------------- | ---------------------- |
| (5755) 1992 OP7        | 20 lipca 1992          |
| (7880) 1992 OM7        | 19 lipca 1992          |
| (8376) 1992 OZ9        | 30 lipca 1992          |
| (9195) 1992 OF9        | 26 lipca 1992          |
| (10800) 1992 OM8       | 22 lipca 1992          |
| (11297) 1992 PP6       | 5 sierpnia 1992        |
| (11538) Brunico        | 22 lipca 1992          |
| (13556) 1992 OY7       | 21 lipca 1992          |
| (13558) 1992 PR6       | 5 sierpnia 1992        |
| (13981) 1992 OT9       | 28 lipca 1992          |
| (17510) 1992 PD6       | 1 sierpnia 1992        |
| (39559) 1992 OL8       | 22 lipca 1992          |
| 1.                     |                        |

Álvaro López García (ur. 1941, zm. 16 grudnia 2019 w Walencji) – hiszpański astronom, profesor astronomii na Uniwersytecie w Walencji i dyrektor uniwersyteckiego obserwatorium. W 1992 roku odkrył 12 planetoid wspólnie z belgijskim astronomem Henrim Debehogne.
W uznaniu jego pracy jedną z planetoid nazwano (4657) Lopez.